# Фавье, Дени
Дени Фавье (род. 18 мая 1959, Лон-ле-Сонье, Франция) — генерал французской жандармерии, долгое время служил в GIGN. 10 апреля 2013 года совет министров присвоил ему звание генерала армии и назначил его на пост директора Национальной
жандармерии.

## Биография
Родился 18 мая 1959 года в Лон-ле-Сонье, центре департамента Юра. С 1975 по 1978 годы учился в
военном колледже Отёна, в 1978-81 годы в военном лицее. В 1981 году он поступил в военную академию Сен-Сир. После выпуска из
академии в 1983 году он выбрал службу в рядах Национальной жандармерии. Службу начал
первым лейтенантом эскадрона 8/17 мобильной жандармерии в г. Бакара.
Затем служил инструктором в Кёткидане. В 1990 году командовал жандармской ротой в департаменте Сен-Годенс. В 1992 он возглавил GIGN. 24 декабря 1994 году он руководил операцией по освобождению заложников на самолёте рейса AF 8969 в аэропорту Марсель Прованс.
В 1997 году он учился на курсах высшей военной школы. Летом 2000 года после двух назначений в центральный аппарат он возглавил группу жандармерии департамента Верхняя Савойя где служил до 2003 года. В период с 2002 по 2003 годы он обеспечивал безопасность весеннего саммита большой восьмёрки в Эвиане, находившемся в зоне ответственности его группы. В августе 2007 года после двух назначений в кадровую службу генерального аппарата он снова возглавил GIGN и провёл реструктуризацию подразделения, создав штурмовой отряд, способный противостоять угрозам массового терроризма. Эта важная реформа привела к созданию нового GIGN 1 сентября 2007 года. В его состав вошли первоначальный GIGN, существующий с 1974 года, EPIGN (группа
жандармов парашютистов), GSPR и GISAu>. В апреле 2008 он принимал участие в операции «Талатин» по освобождению заложников на борту яхты «Le Ponant», захваченной сомалийскими пиратами.  В ходе операции ему пришлось приводниться
с парашютом в открытом море, чтобы попасть на борт корабля французского флота.
1 июня 2008 года он получил звание бригадного генерала, став самым старшим по званию офицером, которые когда либо командовали этим отрядом.
1 декабря 2010 года Фавье получил звание дивизионного генерала а 1 августа 2011 года – звание корпусного генерала. С 18 апреля 
2011 по 21 мая 2012 года он возглавлял командование жандармерии региона Иль-де-Франс и жандармерию зоны обороны и безопасности Парижа. 21 мая он был назначен советником по жандармерии министра внутренних дел Мануэля Вальса. 10 апреля 2013 года он получил звание генерала армии и стал главой национальной жандармерии. 9 января 2015 года он возглавлял операцию по аресту братьев Куаши, подозреваемых в нападении на редакцию журнала Charlie Hebdo. Братья захватили заложника и укрылись в здании предприятия в Дамартин–ан-Голь близ Руасси и были уничтожены.
В июне 2016 года было объявлено, что 1 сентября 2016 года Фавье оставит свой пост директора национальной жандармерии и займёт пост директора по безопасности компании Total. Это вызвало волну критики в интернете, после некоторых замечаний на его странице в Facebook Фавье пришлось отстаивать свои интересы в суде.
Дени Фавье женат. У него четверо детей.
В фильме «Штурм» 2010 года, посвящённому событиям освобождения заложников на борту А-300 его роль исполнил актёр Грегори Деранжер.

## Награды
|  |

|  |  |  |  |  |  |
|  |  |  |  |  |  |
|  |  |  |  |  |  |
|  |  |  |  |  |  |
|  |  |  |  |  |  |

- Великий офицер ордена Почётного легиона[7]
- Похвала по армии с крестом за военную доблесть (Citation à l'ordre de l'Armée avec croix de la Valeur militaire) (1995)
- Похвала по полку с крестом за военную доблесть (Citation à l'ordre du régiment avec croix de la Valeur militaire) (2009)
- Медаль Национальной жандармерии (Médaille de la Gendarmerie nationale) (2003)
- Медаль Заморских территорий с пряжкой «Ливан» (Médaille d’Outre-Mer) (2010)
- Бронзовая медаль Национальной обороны (Médaille de la Défense nationale échelon Bronze) (1988)
- Памятная французская медаль с пряжкой «Югославия» (Médaille commémorative française - agrafe ex-Yougoslavie) (2005)
- Золотая медаль Почёта за акт мужества и преданности
- Медаль Почёта за акт мужества и преданности (Médaille d'honneur pour acte de courage et de dévouement) - (серебряная, 1-го класса).
- Медаль Почёта администрации президента (Médaille  d'honneur de l'administration pénitentiaire) (1993)
- Похвала без простого креста по жандармскому полку (Citation sans croix simple à l'ordre du régiment gendarmerie) (1992)
- Похвала без креста по армейскому корпусу (Citation sans croix à l’ordre du corps d’armée) (2003)
- Офицер «За заслуги перед Итальянской Республикой» Италия(2013)[8]
- Командир национального ордена Льва (Сенегал).[9]
- Большой крест Order of Merit of the Civil Guard (Испания)[10]
- Командер Ордена Гражданских заслуг (Spain)[11]